# The Palm Beach Story
The Palm Beach Story (bra: Mulher de Verdade; prt: Um Marido Rico) é um filme estadunidense de 1942, do gênero comédia romântica maluca, dirigido por Preston Sturges, estrelado por Claudette Colbert e Joel McCrea, e coestrelado por Mary Astor e Rudy Vallée. Típico de produções do diretor e desse gênero, o ritmo e o diálogo do filme são muito rápidos.
A trama retrata a história de uma mulher casada que, para financiar a carreira do marido, começa a cortejar um excêntrico milionário.
Este foi o sétimo dos dez filmes escritos por Preston Sturges nos quais William Demarest apareceu.

## Sinopse
Cinco anos após seu casamento e cansada de continuar na pobreza, Geraldine "Gerry" Jeffers (Claudette Colbert) conclui que a única maneira de ajudar Tom Jeffers (Joel McCrea), seu marido inventor, é se divorciar e então se casar com alguém muito rico para usar o dinheiro em prol da carreira de Tom. Com esse propósito, ela o abandona e segue para Palm Beach, na Flórida.
No trem, ela conhece John D. Hackensacker III (Rudy Vallée), um dos maiores milionários do mundo. Ao desembarcarem em Jacksonville, ele, habitualmente comedido em gastos, se deleita em comprar uma montanha de roupas e joias para ela.
Entretanto, ao chegarem ao porto de Palm Beach, eles encontram Tom, que havia seguido Gerry. Surpreendida, ela consegue apresentá-lo como seu irmão, o que faz com que Tom se torne o centro das atenções da Princesa Centimillia (Mary Astor), irmã de John, conhecida por seus muitos casamentos anteriores.

## Elenco
- Claudette Colbert como Geraldine "Gerry" Jeffers
- Joel McCrea como Tom Jeffers / Capitão McGlue
- Mary Astor como Princesa Centimillia / Maud
- Rudy Vallée como John D. Hackensacker III
- Sig Arno como Toto
- Robert Dudley como Wienie King
- Esther Howard como Esposa de Wienie King
- Robert Warwick como Sr. Hinch
- Arthur Stuart Hull como Sr. Osmond
- Torben Meyer como Dr. Kluck
- Victor Potel como Sr. McKeewie
- Jimmy Conlin como Sr. Asweld
- Chester Conklin como Membro #1
- William Demarest como Membro #2
- Franklin Pangborn como Gerente
- Arthur Hoyt como Condutor de Trem
- Al Bridge como Condutor
- Fred "Snowflake" Toones como George, o barman
- Charles R. Moore como Porteiro do Trem
- Frank Moran como Fiscal de Freio
- Harry Rosenthal como Líder da Orquestra

## Produção

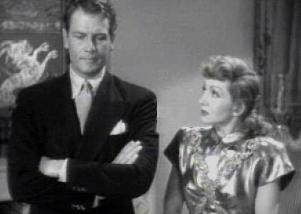
McCrea e Colbert no trailer do filme.

Pelo menos parte da inspiração inicial para "The Palm Beach Story" pode ter vindo de círculos próximos de Preston Sturges. Ele não apenas viajou várias vezes para a Europa quando jovem, mas também sua ex-esposa, Eleanor Post Hutton, era uma herdeira que convivia com a aristocracia europeia e já tinha sido cortejada pelo Príncipe Jerome Rospigliosi-Gioeni. Uma cena do filme foi baseada em um incidente que aconteceu com Sturges e sua mãe enquanto viajavam de trem para Paris, quando o vagão com seu compartimento e bagagens foi desacoplado enquanto estavam no vagão-restaurante.
A história que Sturges criou tinha o título de "Is Marriage Necessary?", que, junto com o título alternativo, "Is That Bad?", se tornaram títulos de produção do filme. O título original foi rejeitado pelos censores do Escritório Hays, que também rejeitaram o roteiro enviado pela Paramount Pictures devido às "situações sugestivas de sexo ... e diálogos". Apesar das alterações feitas, o roteiro ainda foi suspenso por causa do seu "tratamento com o casamento e o divórcio" e da paródia explícita com John Davison Rockefeller. Mais modificações foram feitas, incluindo a redução dos divórcios da Princesa Centimillia de oito para três (além de dois anulamentos), antes que o roteiro finalmente fosse aprovado.

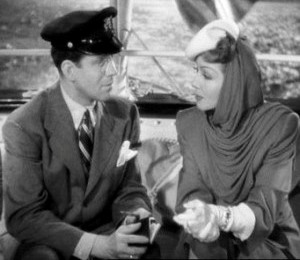
Vallée e Colbert em cena do filme.

Essa foi a segunda colaboração de Sturges com Joel McCrea, após "Sullivan's Travels" no ano anterior. Eles voltaram a trabalhar juntos em "The Great Moment", filmado em 1942 e lançado em 1944. Embora Colbert e Sturges tenham trabalhado em "The Big Pond" (1930) e na primeira versão de "Imitation of Life" (1934), essa foi a única vez em que eles trabalharam juntos em um filme escrito e dirigido por Sturges.
O filme marcou o primeiro papel cômico de Rudy Vallée, e ele conseguiu um contrato com a Paramount após a aclamação que sua atuação recebeu, além de um prêmio de Melhor Ator do National Board of Review em 1942. Vallée também apareceu em outros filmes de Sturges, como "The Sin of Harold Diddlebock" (1947), "Odeio-Te Meu Amor" (1948) e "The Beautiful Blonde from Bashful Bend" (1949).
Colbert recebeu US$ 150 mil por seu papel, enquanto McCrea recebeu US$ 60 mil. Ao preparar a trilha sonora, Victor Young adicionou uma variação acelerada da Abertura de Guilherme Tell nas cenas iniciais do filme.
A segunda unidade fez filmagens de fundo na Pennsylvania Station, em Manhattan. Nos Estados Unidos, o filme foi lançado em DVD em 12 de julho de 1990, e relançado em 30 de junho de 1993.

## Recepção
O filme recebeu críticas mistas após seu lançamento. Entre as críticas positivas, a revista The Hollywood Reporter o descreveu como um "sofisticado tumulto de risos" que apresenta uma das "mais bem-sucedidas performances leves de Colbert". O Daily Film Renter elogiou o "diálogo cintilante e situações provocativas" do filme. A revista Variety descreveu o filme como uma "sátira irônica da classe alta ociosa" e previu que a natureza escapista da história "será uma mudança bem-vinda nas salas de cinema que talvez tenham sido sobrecarregadas com produções estritamente relacionadas à guerra". G.L. Burnett, em sua crítica para o The Knoxville Journal, escreveu: "Os rapazes nos acampamentos e em lugares distantes ... receberão o filme bem por esse motivo ... não há nenhum indício de guerra".
Outros críticos não simpatizaram com a narrativa escapista da produção. Edwin Schallert, em sua crítica para o jornal Los Angeles Times, disse que o filme "carecia de significado social" e continha "quase nenhum drama", concluindo que "é uma questão de avaliar, talvez, se este é o menos bom ou o quase menos bom" dos cinco filmes de Sturges. Ele acrescentou que a produção sofreu do mesmo problema que "Sullivan's Travels": "um final complicado e pouco convincente". Várias críticas afirmaram que a dependência do diálogo tornou o filme "lento e prolixo". Bosley Crowther, para o The New York Times, afirmou que o filme "carece muito de ação e é muito longo em conversas triviais ... Deveria ter sido uma comédia sem fôlego. Mas apenas os atores estão sem fôlego – e isso por falar demais". Ele acrescentou: "Talvez ele [Sturges] estivesse fazendo uma experiência em comédia conversacional".
Dave Kehr, também para o The New York Times, escreveu que o filme estava sendo aclamado pela crítica por representar "a culminação da grande tradição da comédia maluca da década de 1930".
Reportando algumas horas após o lançamento do filme no Rivoli Theatre, Ed Sullivan concluiu:
"Os repórteres de cinema não gostaram de The Palm Beach Story ... A razão pela qual os críticos se sentiram decepcionados com este filme, obviamente, foi porque eles esperavam algo especial de Sturges – engenho, ironia, nuances, o não convencional em um meio que frequentemente é convencional até o ponto da banalidade ... Eles sentiram que The Palm Beach Story era um Sturges de terceira categoria e anunciaram o veredito, não por malícia, mas porque estavam torcendo por mais um grande sucesso".
Segundo o crítico e historiador de cinema Ken Wlaschin, este é um dos dez melhores filmes de Claudette Colbert e Joel McCrea.
No Rotten Tomatoes, site agregador de críticas, 97% das 31 críticas do filme são positivas, com uma classificação média de 8,7/10.

## Prêmios e homenagens
| Ano  | Cerimônia                | Categoria   | Indicado    | Resultado | Ref.  |
| ---- | ------------------------ | ----------- | ----------- | --------- | ----- |
| 1942 | National Board of Review | Melhor ator | Rudy Vallée | Venceu    | [ 9 ] |

Em 1998, Jonathan Rosenbaum, do Chicago Reader, incluiu o filme em sua lista dos melhores filmes estadunidenses não incluídos na lista 100 Anos...100 Filmes, do Instituto Americano de Cinema.
O filme foi reconhecido pelo Instituto Americano de Cinema nas seguintes listas:
- 2000: 100 Anos...100 Gargalhadas – #77[23]